# Sirakowo (obwód Chaskowo)
Sirakowo (bułg. Сираково) – wieś w południowej Bułgarii, w obwodzie Chaskowo, w gminie Minerałni bani.